# برای عشق یا کشور: داستان آرتورو ساندووال
برای عشق یا کشور: داستان آرتورو ساندووال (به انگلیسی: For Love or Country: The Arturo Sandoval Story) فیلمی به کارگردانی جوزف سارگنت با بازی اندی گارسیا است.